# Dwight H. Little
Dwight Hubbard Little (* 13. ledna 1956, Cleveland, Ohio, USA) je americký filmový režisér.
Mezi jeho nejznámější filmy patří Halloween 4: Návrat Michaela Myerse, Fantom opery, Muž s cejchem smrti, Rychlý jako blesk a Vražda v Bílém domě. Režíroval také epizody několika televizních seriálů, jako například 24 hodin, Útěk z vězení, Sběratelé kostí, Dům loutek, Castle na zabití či Nikita.